# František Sivera (starosta Tábora)
František Sivera (11. října 1894, Letovice – ???) byl český a československý politik, po druhé světové válce starosta Tábora a místopředseda Československé strany národně socialistické.

## Život
František Sivera se narodil 11. října 1894 v Letovicích na Českomoravské vysočině do dělnické rodiny. Jako patnáctiletý sirotek odešel do Vídně, kde se vyučil mědikovectví a vyšel mědikoveckou školu s mistrovskými kurzy. Roku 1914 nastoupil do C.k. státních drah.
Politicky se začal angažovat po první světové válce, kdy odešel do k Československu nově připojeného Vitorazska a založil tam organizaci národně socialistické strany. Zároveň v Českých Velenicích vedl kurzy pro mládež a stranickou mládežnickou buňku. Zastával funkce ve straně i odborech Československých státních drah.
V říjnu 1938 předal město německé armádě a městský archiv a dokumenty přesunul do Tábora. Ihned začal být činný v podzemních organizacích; 6. března 1940 byl zatčen a do konce války vězněn v koncentračním táboře Flossenbürg. V květnu 1945 se přidal k partyzánům bojujícím s Němci ve Vitorazsku.
Poté se navrátil do Tábora, kde se po odstoupení nemocného dlouholetého starosty Václava Soumara stal 16. července 1945 předsedou Místního národního výboru v Táboře. Funkci obhájil i po volbách do MNV v květnu 1946, ve kterých národní socialisté zvítězili s 41 % hlasů. V čele Tábora stál až do 26. února 1948, kdy byl protiprávně odvolán Místním akčním výborem Národní fronty.
Zároveň byl činný i v národní politice. Angažoval se v železničních odborech a v lednu 1946 se uvádí jako místopředseda ČSNS. Zasazoval se za myšlenku nepolitických jednotných odborů. Ve volbách do Ústavodárného národního shromáždění v květnu 1946 kandidoval na třetím místě kandidátky ČSNS v táborském kraji; strana ale získala jen dva mandáty a Sivera tak nebyl zvolen. Na sjezdu národních socialistů v březnu 1947 obhájil funkci místopředsedy strany.
Během jeho působení v čele města Tábora měl konflikty s komunisty. Při oslavách prvního výročí osvobození v květnu 1946 navzdory přítomnosti sovětského generála Baklanova nenechal zahrát hymnu SSSR ani nedal vyvěsit rudé vlajky; to se setkalo se silnou kritikou ze strany KSČ. Sivera se také angažoval v táborském Svazu přátel USA; v Táboře byly například organizovány oslavy Dne nezávislosti a na podzim 1947 bylo za přítomnosti amerického velvyslance Laurence Steinhardta přejmenováno dnešní Křižíkovo náměstí na Rooseveltovo náměstí na počet prezidenta USA Franklina Delano Roosevelta. Publikace táborského ONV z roku 1958 označuje  Siveru za typického představitele pravice v národně socialistické straně, upřednostňujícího Západ před Východem, a jeho odvolání po převratu v únoru 1948 oslavuje jako ukončení „šedé etapy siverismu v Táboře“.